# Eurolang
Eurolang es un idioma artificial internacional creado por Philip Hunt entre 1995 y 1998 para ser un idioma para la Unión Europea. El autor especificaba como un criterio de diseño que el idioma fuera muy fácil de aprender para europeos. Al contrario de como pasa con otros idiomas como el esperanto, el eurolang enjaula muchas palabras directamente prestadas del inglés. 
En la actualidad, no se conoce ninguna comunidad de hablantes activos de eurolang. La página web del autor en la cual describía el idioma ha desaparecido de la red. 

## Espécimen
Eurolang est actifacta lang, qui me creatab estar comuna 2a lang per la Europa Unized (EU). Its word-list est baseda super England-lang, Deutsh-lang, France-lang, Italia-lang, Espanja-lang et Latin. Me desinab it estar facila lernar et usar.
Detail est, que lernabera Europa person, qui deja sav un or plus un de da langs, probablae pos lectar Eurolang (no tropa usation de dictionary), si ge est lernabera it per 2 days. Evidentae, facation it est plus unfacila rel lection it.